# Jonathan Joubert
Jonathan Joubert (Metz, 12 settembre 1979) è un ex calciatore francese naturalizzato lussemburghese, di ruolo portiere.

## Palmarès

### Club

#### Competizioni nazionali

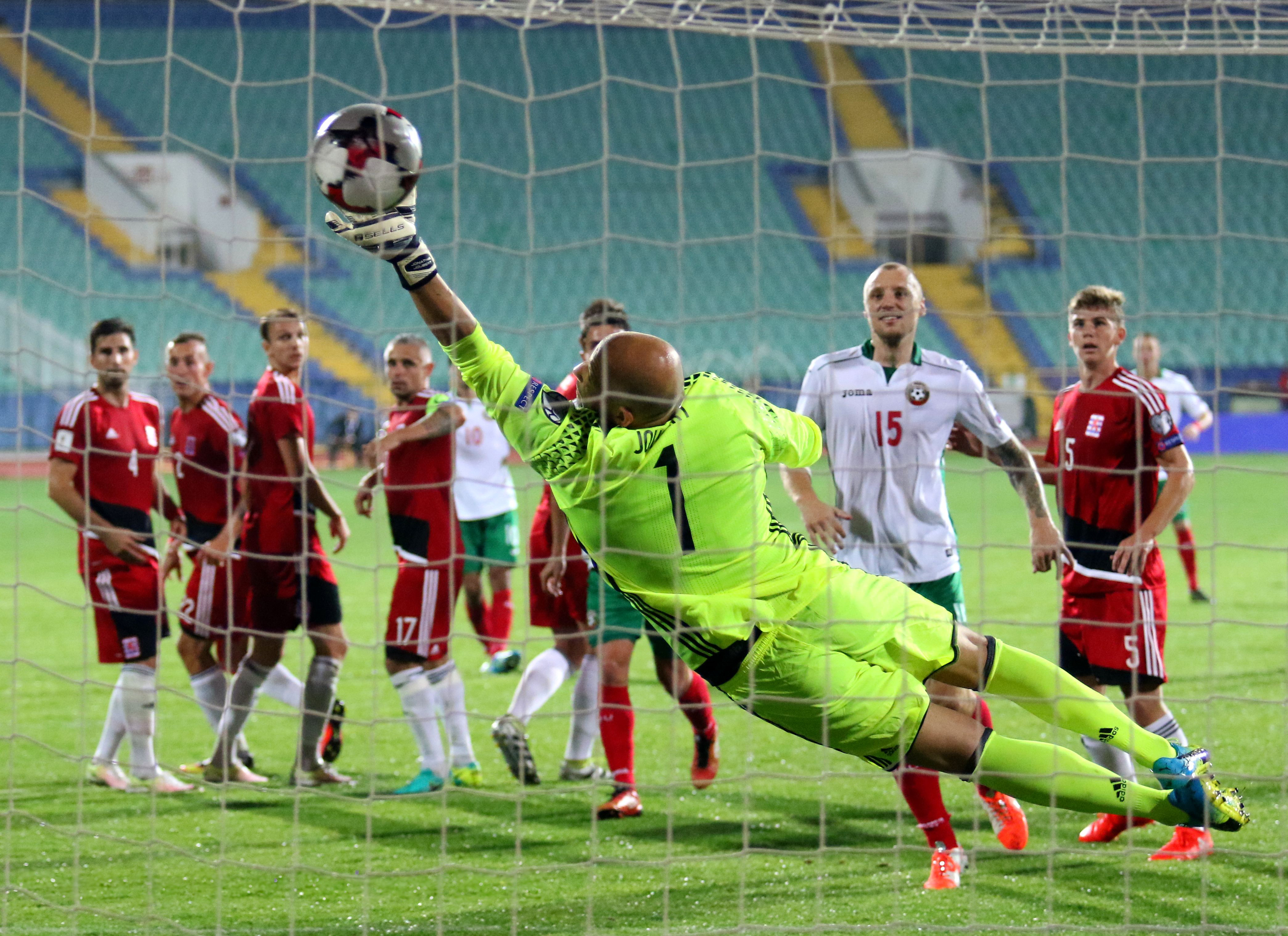
Joubert nel 2016

- Campionato lussemburghese: 14

Grevenmacher: 2003-2004
F91 Dudelange: 2004-2005, 2005-2006, 2006-2007, 2007-2008, 2008-2009, 2010-2011, 2011-2012, 2013-2014, 2015-2016, 2016-2017, 2017-2018, 2018-2019, 2021-2022
- Coppa del Lussemburgo: 8

Grevenmacher: 2002-2003
F91 Dudelange: 2005-2006, 2006-2007, 2008-2009, 2011-2012, 2015-2016, 2016-2017, 2018-2019